# Fabricação no espaço

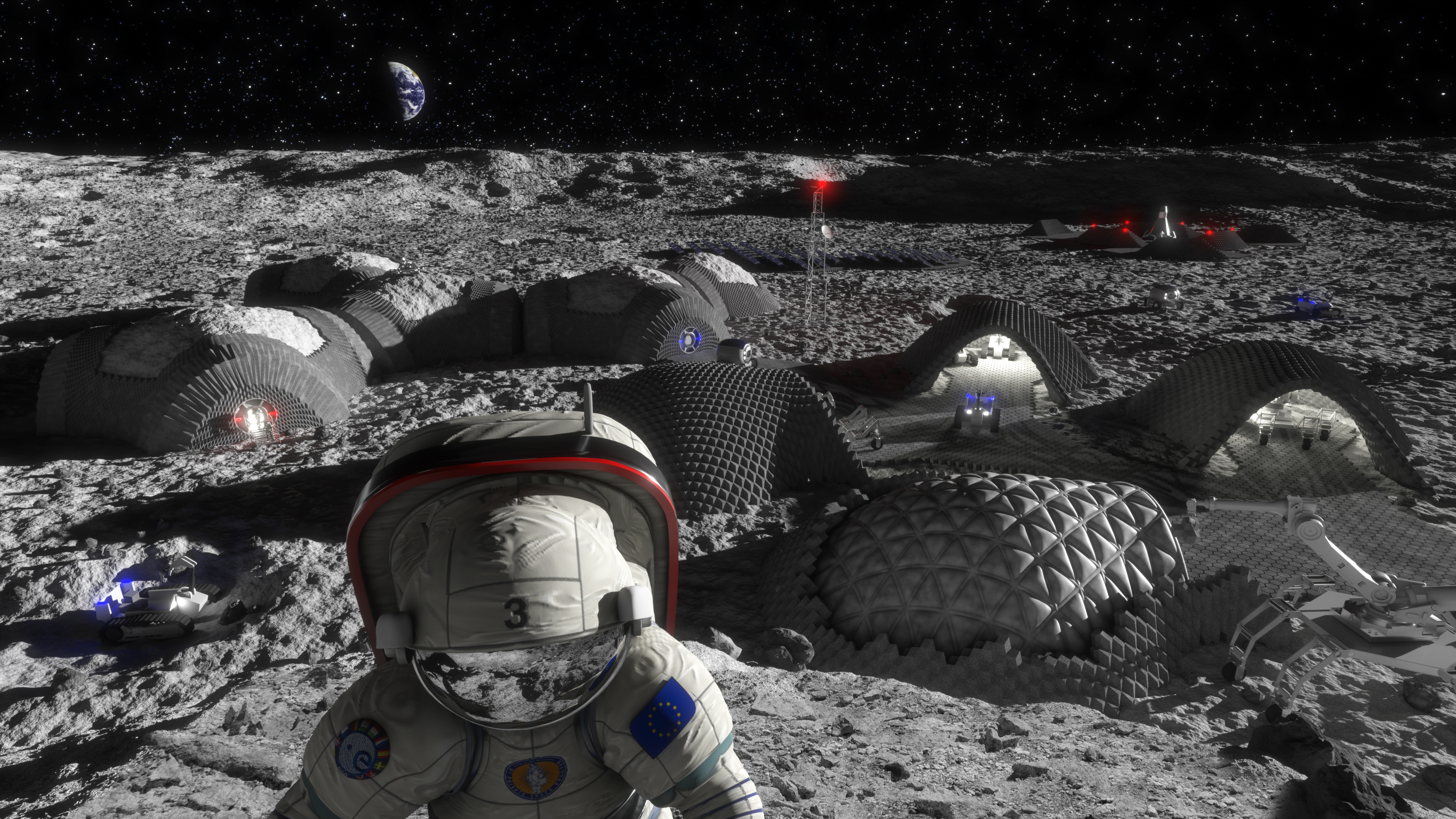
Uma visão de uma futura base lunar que poderia ser produzida e mantida usando impressão 3D.

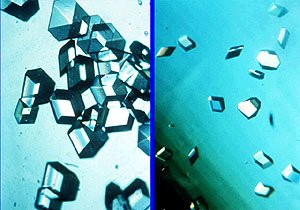
Comparação do crescimento dos cristais de insulina no espaço sideral (à esquerda) e na Terra (à direita).

A fabricação no espaço é a produção de bens tangíveis além da Terra. Como a maioria das capacidades de produção é limitada à órbita baixa da Terra, o termo fabricação em órbita também é usado com frequência.
Existem várias razões para apoiar a fabricação no espaço:
- O ambiente espacial, em particular os efeitos da microgravidade e do vácuo, permitem a pesquisa e produção de bens que de outra forma não poderiam ser fabricados na Terra.
- A extração e processamento de matérias-primas de outros corpos astronômicos, também chamada de Utilização de Recursos In-Situ (ISRU), poderia permitir missões de exploração espacial mais sustentáveis a um custo reduzido em comparação com o lançamento de todos os recursos necessários da Terra.
- As matérias-primas podem ser transportadas para a órbita baixa da Terra, onde podem ser processadas em mercadorias que são enviadas para a Terra. Ao substituir a produção terrestre, isso visa preservar a o planeta.
- Matérias-primas de valor muito alto, por exemplo, ouro, prata ou platina, podem ser transportadas para a órbita baixa da Terra para processamento ou transferência para a Terra, que se acredita ter o potencial de se tornar economicamente viável.

## História
Durante a missão Soyuz 6 de 1969, os cosmonautas russos realizaram os primeiros experimentos de soldagem no espaço. Três diferentes processos de soldagem foram testados usando uma unidade de hardware chamada Vulkan. Os testes incluíram soldagem de alumínio, titânio e aço inoxidável.

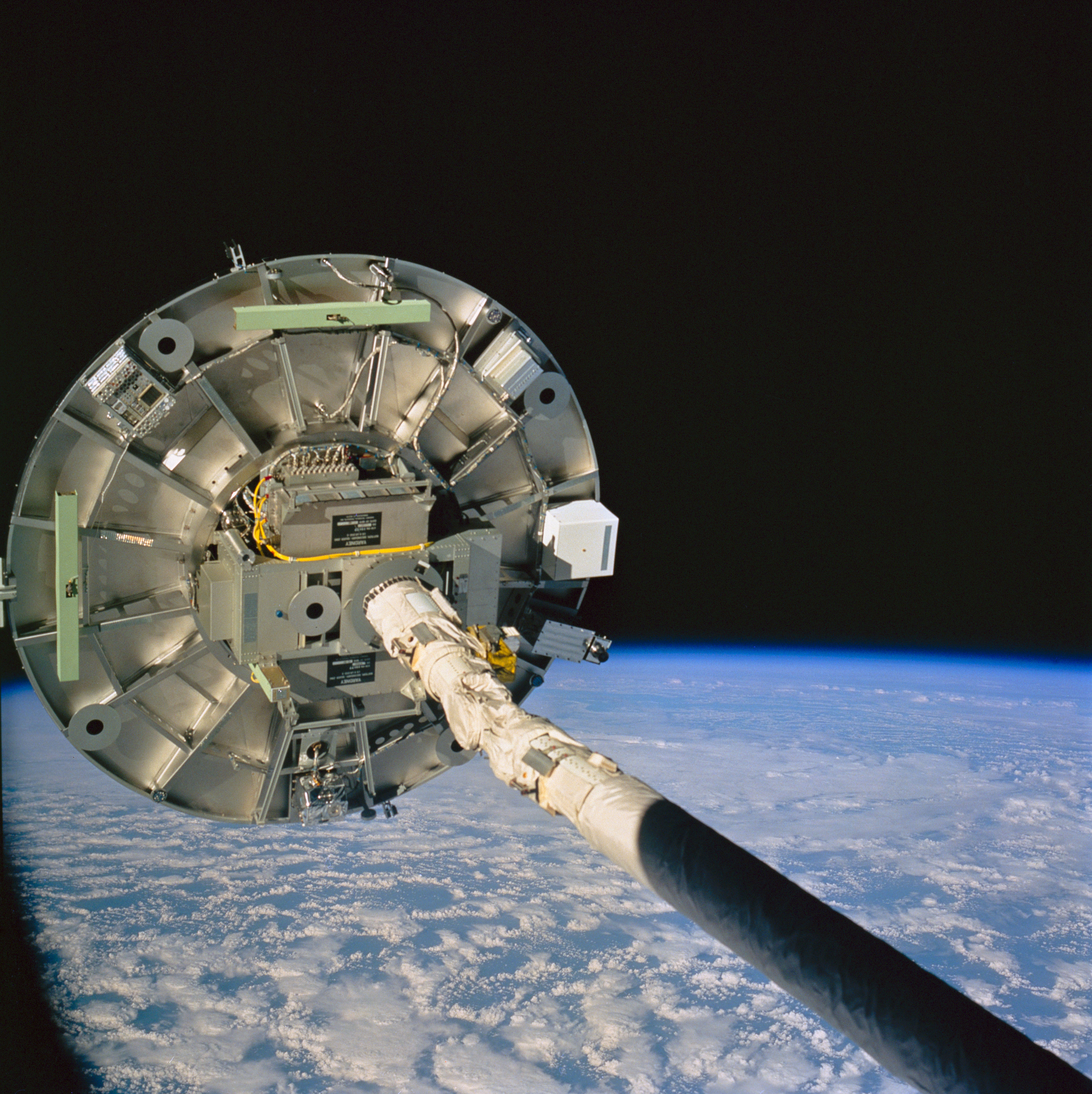
O Wake Shield Facility é implantado pelo braço robótico do Ônibus Espacial. imagem da NASA

Em fevereiro de 1994 e setembro de 1995, o Wake Shield Facility foi colocado em órbita pelo Ônibus Espacial. Esta plataforma de demonstração usou o vácuo criado na esteira orbital para fabricar filmes finos de arsenieto de gálio e arseneto de gálio e alumínio.
O Material Science Laboratory Electromagnetic Levitator (MSL-EML) a bordo do Columbus Laboratory é uma instalação científica que pode ser usada para estudar as propriedades de fusão e solidificação de vários materiais. O Fluid Science Laboratory (FSL) é usado para estudar o comportamento de líquidos em microgravidade. 

## Impressão 3D no espaço
A opção de imprimir itens em 3D no espaço tem muitas vantagens sobre a fabricação na Terra. Com as tecnologias de impressão 3D, em vez de exportar ferramentas e equipamentos do planeta para o espaço, os astronautas têm a opção de fabricar os itens necessários diretamente. Os padrões de fabricação sob demanda tornam as viagens espaciais de longa distância mais viáveis e autossuficientes, pois as excursões espaciais exigem menos carga. A segurança da missão também foi aprimorada.
As impressoras 3D Made In Space, Inc., lançadas em 2014 na Estação Espacial Internacional, são projetadas especificamente para um ambiente de gravidade zero ou microgravidade. O esforço foi premiado com o Contrato de Pesquisa e Inovação para Pequenas Empresas Fase III.  A Instalação de Manufatura Aditiva será usada pela NASA para realizar reparos (inclusive em situações de emergência), atualizações e instalação.  A Made In Space lista as vantagens da impressão 3D como fácil personalização, desperdício mínimo de matéria-prima, peças otimizadas, tempo de produção mais rápido, eletrônica integrada, interação humana limitada e opção para modificar o processo de impressão. 